# ضاري بن محمود
ضاري بن محمود الضوي الزوبعي الشمري (ت. 1346 ه‍ / 1928 م) من عشيرة الزميل وشيخ زوبع إحدى بطون شمر وأحد المساهمين في ثورة العشرين في العراق ضد الاحتلال البريطاني للعراق.
كان له دور في تفجير الثورة حيث أن الحاكم الإنجليزي في حينها الكولونيل ليتشمان طلب الشيخ ضاري، رفض الشيخ في بادئ الأمر المثول أمامه لعلمه بأنه سوف يطلب منه التعاون مع الإنجليز ضد العراقيين. بعد إرسال الطلب إليه مرارا ذهب الشيخ ضاري وبرفقته أولاده خميس وسليمان و21 رجل مسلح من قبيلة زوبع. كان اللقاء في منطقة خان النقطة بين بغداد والفلوجة والتي تبعد عن بغداد ثمانية كيلومترات، وحين وصولهم لم يكن الكولينيل موجودا بالمخفر وعند حضوره ومقابلته للشيخ ضاري، ولم يكن يعلم عن المرافقين له إذ ذهبوا وجلسوا بالخان، رفض الشيخ طلبه بالخيانة فقام الكولنيل بإهانة الشيخ ضاري بكلمات نابية وشديدة.
فهبت الحمية بالشيخ وخرج وأحضر ولداه خميس وسليمان الذين وجهوا بنادقهم إلى رأس الكولونيل ليتشمان وأطلقوا النار عليه فأردوه قتيلاً ثم أجهز عليه الشيخ ضاري بسيفه وعند محاولة المرافق المقاومة قتلوه أيضا.
وبعدها بيوم في 13 /8 / 1920 تحركت عشائر زوبع وقسم من بنى تميم برئاسة علي المعيدي من المصالحة وعقدا اجتماعا في دار الشيخ مشوح الجاسم أحد رؤساء عشيرة الجميله وعزموا على قطع سكك الحديد ما بين بغداد وسامراء وذلك لقطع إمدادات الجيش البريطاني بين الموصل وبغداد وسيطروا على بعض المدن وألحقوا الخسائر بالقوات البريطانية في تلك المناطق. ثم انتشرت الثورة في باقي محافظات العراق ودامت الثورة حوالي ستة شهور تكبدت خلالها القوات البريطانية خسائر بشرية كبيرة.
الشيخ ضاري وبعد أن خمدت ثورة العشرين بقى معارضا للوجود الإنكليزي في العراق ومقاوما له ولم ينصاع للحكومات التي أسسها المحتل الأجنبي
تعرض الشيخ ضاري في نهاية حياته للاعتقال وتم إيداعه السجن وبقي فيه حتى وفاته عام 1928 وكانت القوات البريطانية المحتلة تريد نقله إلى لندن لدفنه هنالك لكن المظاهرات التي حدثت في بغداد آنذاك أجبرتهم على تسليمه للعراقيين وتم دفنه في مقبرة الشيخ معروف في بغداد بجانب الكرخ وحضر جنازته ودفنه جموع هائلة من العراقيين يغمرهم الحزن على فراق بطل استرد شيئا من كرامة العراقيين بعد الاحتلال وماثلا في الصمود بوجه الأعداء
ومن الجدير بالذكر أن الشيخ ضاري هو خال الرئيسين العراقيين عبد السلام عارف (1963- 1965)م وعبد الرحمن عارف (1965- 1968)م[108]، وأن حفيده هو الشيخ حارث الضاري الرئيس السابق لهيئة علماء المسلمين في العراق والذي تلاه في المنصب ابنه مثنى حارث الضاري.
وتم إنتاج فيلم سينمائي عراقي عام 1982م عن ثورة العشرين، وهو فيلم ( المسألة الكبرى ) للمخرج محمد شكري جميل، وقام الفنان غازي التكريتي بدور الشيخ ضاري، والفنان العالمي أوليفر ريد بدور الحاكم العسكري ليجمن.
- هذا وقد برز الشيخ ضاري على مسرح الأحداث خلال ثورة العشرين هناك بعد أن قتل قائد حملة التاج البريطاني الجنرال لاجمن في كمين محكم كان قد نصبه له ما بين بغداد والفلوجة بمنطقة خان نقطة، وكان له صولات وجولات في أحداث تلك الثورة التي وضعت أوزرها بعد أن حققت أهدافها، حيث تم تأليف أول حكومة وطنية بدستور يعطي صلاحيات واسعة لها، ولكن القيادة العسكرية الملكية في لندن اعلنت عن مكافأة مالية لكل من يدلي بمعلومات أو يلقي القبض على الشيخ ضاري، فلجأ إلى منطقة كافالي أو نصيبين التركية، وفي سنة 1928م تعرض لوعكة صحية كادت تفتك به، فحاول بعض أتباعه ورجاله نقله إلى سوريا للعلاج، ولكنهم تعرضوا للخيانة من سائق السيارة مارديك الأرمني حيث أدخلاهم إلى الأراضي العراقية وهم لا يعرفون تلك المنطقة جيدا، وأوصلهم إلى الكمين البريطاني المدبر وتم إلقاء القبض على الشيخ ضاري فحكم عليه بالسجن المؤبد ولكنه مات بسجنه في ظروف غامضة .

هذا وعرف الشيخ ضاري بشخصيته القيادية الشجاعة ومواقفه الوطنية بالإضافة لفروسيته الخارقة وصبره الطويل في المعارك وكان متمرسا على جولات الكر والفر ضد قوات الاحتلال الإنكليزي..